# 中院通教
中院 通教（なかのいん みちのり）は、鎌倉時代中期の公卿。内大臣・中院通成の二男。官位は正二位・権中納言。

## 官歴
以下、『公卿補任』と『尊卑分脈』の内容に従って記述する。
- 宝治2年（1248年）1月6日：叙爵。
- 建長3年（1251年）1月22日：侍従に任ぜられる。12月22日：従五位上に昇叙。
- 建長6年（1254年）5月10日：正五位下。9月6日：右少将。
- 建長7年（1255年）2月13日：兼信濃介。
- 康元元年（1256年）1月6日・従四位下。1月7日：少将は如元。
- 正嘉元年（1257年）閏3月27日：左中将に転任。
- 正嘉2年（1258年）4月6日：従四位上。
- 正元元年（1259年）1月6日：正四位下。
- 弘長2年（1262年）1月17日：兼加賀介。
- 文永4年（1267年）1月5日：従三位。
- 文永6年（1269年）2月17日：左中将。11月28日：参議に任ぜられる[2]。12月2日：改めて左中将を兼任。
- 文永7年（1270年）1月21日：兼讃岐権守。2月1日：正三位に昇叙。8月14日：左兵衛督を兼ね検非違使別当に補される。
- 文永8年（1271年）4月7日：右衛門督に転任。10月13日：従二位。
- 文永10年（1273年）9月25日：検非違使別当を辞す。12月8日：右衛門督を辞した。
- 文永11年（1274年）4月5日：権中納言。
- 建治2年（1276年）12月20日：正二位。
- 弘安7年（1284年）1月13日：権中納言を辞した。
- 弘安9年（1286年）12月23日：父・通成が薨去したため喪に服す。
- 弘安10年（1287年）、出家。

## 系譜
- 父：中院通成（1222-1287）
- 母：宇都宮頼綱娘
- 妻：阿古 - 中納言典侍、三条公俊娘
  - 男子：中院通藤
- 妻：高倉清俊娘
- 生母不明の子女
  - 男子：中院通冬 - 左中将